# 8332 Ivantsvetaev
A 8332 Ivantsvetaev (ideiglenes jelöléssel 1982 TL2) a Naprendszer kisbolygóövében található aszteroida. Ljudmila Vasziljevna Zsuravljova és Ljudmila Georgijevna Karacskina fedezte fel.